# Residência Senhorial dos Castelo Melhor
A Residência Senhorial dos Castelo Melhor, também referida como Solar dos Condes de Castelo Melhor, Paço dos Vasconcelos ou simplesmente Castelo, localiza-se na freguesia de Santiago da Guarda, no município de Ansião, distrito de Leiria, em Portugal.

A Residência Senhorial dos Castelo Melhor está classificada como Monumento Nacional desde 1978.

## História
Foi erguido na segunda metade do século XV, acreditando-se que a sua torre seja anterior.
Muito vandalizado durante o século XX, encontra-se classificado como Monumento Nacional desde 1978.
Atualmente é de propriedade da Câmara Municípal, que superintendeu e custeou parte da intervenção de restauro a que recentemente foi sujeito. Durante esses trabalhos foram encontrados, no subsolo, mosaicos romanos de grande valor, parte deles conservados para serem observados pelos visitantes.
Ainda na área da mesma freguesia, próximo à povoação de Vale de Boi, existe um pequeno troço de “calçada romana”, certamente um pedaço de uma via romana secundária, por onde terão passado muitos peregrinos de S. Tiago, que poderão ter tido alguma ligação ao actual nome desta freguesia.[carece de fontes?]

## Caracteristicas
Único exemplar da arquitetura manuelina na região, é constituído por torre (em cantaria de pedra), paço e capela.